# الرعاية الصحية في البرازيل

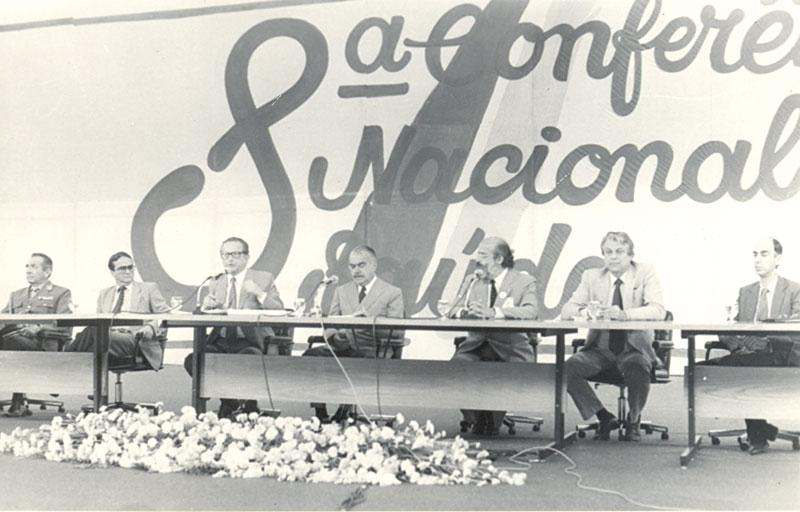
صورة للمؤتمر الصحي الوطني الثامن في البرازيل، الذي عقد في عام 1986 والذي من شأنه أن يؤدي إلى إنشاء نظام رعاية صحية عام شامل في البرازيل، SUS.

الرعاية الصحية في البرازيل حق دستوري. توفره المؤسسات الخاصة والحكومية. يدير وزير الصحة السياسة الصحية الوطنية. الرعاية الصحية الأولية من مسؤولية الحكومة الفيدرالية، وتشرف الولايات منفردةً على عناصر هذه الرعاية (مثل تشغيل المستشفيات). تُقدّم الرعاية الصحية العامة لجميع المقيمين في الأراضي البرازيلية من البرازيليين والأجانب تحت نظام الرعاية الصحية الوطني المُسمّى «النظام الصحي الموحد». النظام الصحي الموحد شامل ومجاني للجميع.

## السياسات والخطط الصحية الوطنية
تستند السياسة الصحية الوطنية على الدستور الفيدرالي لعام 1988، حدد هذا الدستور المبادئ والتوجيهات بشأن تقديم الرعاية الصحية في البلاد من خلال النظام الصحي الموحد. بموجب الدستور، تستند أنشطة الحكومة الفيدرالية إلى خطط لسنوات عدة يوافق عليها الكونغرس الوطني لمدة أربعة أعوام. كانت الأهداف الرئيسية للقطاع الصحي تحسين الوضع الصحي العام، والتركيز على الحد من وفيات الأطفال، وإعادة التنظيم السياسي- المؤسسي للقطاع الصحي، بهدف تعزيز القدرة التشغيلية للنظام الصحي الموحد. عززت خطة الفترة التالية (2000-2003) الأهداف السابقة وأعطت الأولوية للتدابير التي تكفل الوصول إلى الأنشطة والخدمات، وتحسين الرعاية، وتعزيز اللامركزية في إدارة النظام الصحي.

### إصلاح القطاع الصحي
وُضعت الأحكام القانونية الحالية التي تحكم عمل النظام الصحي في عام 1996، وكان هدفها نقل مسؤولية إدارة النظام الصحي الموحد إلى الحكومات المحلية، والتعاون التقني والمالي بين الحكومة الفيدرالية وحكومات الولايات والحكومات المحلية. كان إنشاء الاتحادات الصحية مبادرة أخرى هدفها الهيكلة الإقليمية، لجمع الموارد بين البلديات المتجاورة. من الأدوات المهمة لدعم الهيكلة الإقليمية مشروع تقوية وإعادة تنظيم النظام الصحي الموحد.

### الإجراءات التنظيمية
تنظم التشريعات الفيدرالية إجراءات تسجيل الأغذية ومراقبتها ووضع العلامات عليها، وتُعين المسؤوليات الخاصة بقطاعي الصحة والزراعة. في قطاع الصحة، أصبحت أنشطة التفتيش الصحي لامركزية إذ نُقلت إلى حكومات الولايات والبلديات. تأتي السياسة البيئية من تشريعات محددة ومن دستور عام 1988.

### خدمات الرعاية الصحية العامة
تتمثل الاستراتيجية الرئيسية لتعزيز الرعاية الصحية الأولية في برنامج صحة الأسرة، الذي قدمته أمانات الصحة البلدية بالتعاون مع الولايات ووزارة الصحة العامة. توفر الحكومة الفيدرالية الدعم الفني والتمويل على مستوى الرعاية الأولية. تتبع أنشطة الوقاية من الأمراض ومكافحتها المبادئ التوجيهية التي يضعها الخبراء التقنيون في وزارة الصحة العامة. ينسق المركز الوطني لعلم الأوبئة، وهو وكالة تابعة لمؤسسة الصحة الوطنية، نظام المراقبة الوبائية الوطني، الذي يوفر البيانات حول الحالة الصحية الوطنية ويحللها.

### خدمات الرعاية الصحية الفردية
في عام 2014 كان عدد المستشفيات في البرازيل 6706 مستشفى. تركزت أكثر من 50% منها في خمس ولايات: ساو باولو وميناس جيرايس وباهيا وريو دي جانيرو وبارانا.
على مستوى البلاد، توفر 78% من المستشفيات خدمات الطب العام، وتقدم نحو 16% خدمات متخصصة، وتقتصر 6% على الرعاية الخارجية فقط.
في عام 2012، شكل القطاع الخاص 66% من المستشفيات في الدولة، و70% من أصل 485 ألف سرير، ونسبة 87% من 723 مستشفى تخصصية. في مجال الدعم التشخيصي والعلاج، كانت 95% من المنشآت البالغ عددها 7318 خاصة أيضًا. شُغل نحو 73% من أصل 41000 مرفق رعاية إسعافية من قبل العامة.
تطلبت البنية التحتية للمستشفيات العامة توزيع المستشفيات على مساحة 8516 مليون كيلومتر مربع (3288 مليون ميل مربع). لذا، تعتمد البنية التحتية للمستشفيات العامة على شبكة واسعة من المستشفيات الصغيرة. تضم أكثر من 55% من المستشفيات العامة أقل من 50 سريرًا.
وُزعت أسرّة المستشفيات في القطاع العام على النحو التالي: الجراحة (21%)، والطب السريري (30%)، وطب الأطفال (17%)، والتوليد (14%)، والطب النفسي (11%)، ومجالات أخرى (7%). في العام نفسه، كان 43% من أسرّة المستشفيات العامة ونصف قبولات المستشفيات في مؤسسات بلدية.
منذ عام 1999، تنفذ وزارة الصحة العامة مشروعًا للمراقبة الصحية في أمازونيا ينطوي على المراقبة الصحية الوبائية والبيئية، ومراقبة صحة السكان الأصليين، وعناصر مكافحة الأمراض. بمساعدة قرض من البنك الدولي بقيمة 600 مليون دولار أمريكي، تُبذل الجهود لتحسين البنية التحتية التشغيلية وتدريب الموارد البشرية وإجراء الدراسات البحثية. ما يقدر بنحو 25% من السكان مشمولون بنمط واحد على الأقل من خطط التأمين الصحي؛ تقدم شركات تجارية وشركات ذاتية التخطيط نحو 75% من خطط التأمين.

### المستلزمات الصحية
البرازيل من أكبر الأسواق المستهلكة للأدوية، إذ تمثل 3.5% من السوق العالمية. لزيادة وصول السكان إلى الأدوية، تقدَم حوافز لتسويق المنتجات التجارية العامة، والتي تكون أقل كلفة بنسبة 40% وسطيًا مقارنةً بالمنتجات ذات العلامات التجارية. في عام 2000، كانت 14 شركة لإنتاج الأدوية الجنيسة مرخصة ونحو 200 دواءٍ جنيس مسجلة لتُنتَج في 601 شكلًا مختلفًا.

### الموارد البشرية
في عام 1999، بلغ عدد الأطباء في البلاد نحو 237000 طبيبًا و145000 طبيب أسنان و77000 ممرضة و26000 اختصاصي تغذية و56000 طبيبًا بيطريًا. وكان متوسط العدد على المستوى الوطني 14 طبيبًا لكل 10000 نسمة.
في عام 2009، مُنحت التراخيص الطبية الجديدة للنساء أكثر من الرجال للمرة الأولى.
في عام 2010، بلغ عدد الأطباء في البلاد 364757 طبيبًا. في عام 2011، كان المعدل 1.95 طبيبًا لكل 1000 مواطن، وكان تركّز الأطباء أعلى في الجنوب والجنوب الشرقي والوسط الغربي منه في شمال وشمال شرق البرازيل. وبالنسبة لتوزيع الأطباء بين التخصصات الطبية والرعاية الصحية الأولية، كان 55.09% من الأطباء البرازيليين متخصصين.

### نفقات قطاع الصحة
في العام 1998، بلغ الإنفاق الصحي الوطني نحو 62000 مليون دولار أمريكي، أي ما يعادل نحو 7.9% من الناتج المحلي الإجمالي. شكل الإنفاق العام 41.2% والإنفاق الخاص 58.8%. بالنظر إلى نصيب الفرد، يقدر الإنفاق العام بنحو 158 دولارًا أمريكيًا والإنفاق الخاص 225 دولارًا أمريكيًا.

### التعاون الفني
تُنفذ مشاريع التعاون الفني مع دول مختلفة، ومع البنك الدولي واليونسكو وغيرها. توفر المؤسسات الدولية أيضًا تمويلًا مباشرًا للمشاريع والأفراد. تشارك البرازيل في تبادل مكثف مع دول ميركوسور، بهدف وضع لوائح صحية مشتركة.